# Afrikaspiele 2019/Leichtathletik – Dreisprung der Frauen
Der Dreisprung der Frauen bei den Afrikaspielen 2019 fand am 26. August im Stade Moulay Abdallah in Rabat statt.
14 Dreispringerinnen aus elf Ländern nahmen an dem Wettbewerb teil. Die Goldmedaille gewann Grace Anigbata mit 13,75 m, Silber ging an Jamaa Chnaik mit 13,69 m und die Bronzemedaille gewann Zinzi Chabangu mit 13,59 m.

## Rekorde
| Weltrekord        | Inessa Krawez          | 15,50 m | Weltmeisterschaften in Göteborg, Schweden | 10. August 1995    |
| Rekord der Spiele | Françoise Mbango Etone | 14,70 m | Afrikaspiele in Johannesburg, Südafrika   | 18. September 1999 |

## Ergebnis
26. August 2019, 15:45 Uhr
| Platz | Athletin                | Land      | 1. Versuch | 2. Versuch | 3. Versuch | 4. Versuch                                    | 5. Versuch                                    | 6. Versuch                                    | Weite (m) |
| ----- | ----------------------- | --------- | ---------- | ---------- | ---------- | --------------------------------------------- | --------------------------------------------- | --------------------------------------------- | --------- |
|       | Grace Anigbata          | Nigeria   | 13,75      | 13,24      | 12,93      | 12,92                                         | 13,21                                         | 13,03                                         | 13,75     |
|       | Jamaa Chnaik            | Marokko   | 13,33      | 13,37      | 13,21      | 13,22                                         | x                                             | 13,69                                         | 13,69     |
|       | Zinzi Chabangu          | Südafrika | 13,05      | 13,18      | x          | 13,59                                         | x                                             | 13,48                                         | 13,59     |
| 4     | Patience Ntshingila     | Südafrika | x          | 13,25      | 13,07      | 13,47                                         | x                                             | x                                             | 13,47     |
| 5     | Lerato Sechele          | Lesotho   | 13,18      | 13,24      | 13,10      | 12,92                                         | 12,75                                         | x                                             | 13,24     |
| 6     | Gloria Mbaika Mulei     | Kenia     | x          | 12,45      | 12,72      | 12,58                                         | 13,00                                         | 12,68                                         | 13,00     |
| 7     | Sangoné Kandji          | Senegal   | 12,32      | 12,77      | 12,62      | 12,44                                         | x                                             | 12,35                                         | 12,77     |
| 8     | Joëlle Mbumi Nkouindjin | Kamerun   | 12,11      | 12,72      | 12,29      | x                                             | x                                             | 11,81                                         | 12,72     |
| 9     | Esraa Owis              | Ägypten   | 12,56      | 12,49      | 12,62      | nicht im Finale der besten acht Springerinnen | nicht im Finale der besten acht Springerinnen | nicht im Finale der besten acht Springerinnen | 12,62     |
| 10    | Liliane Potiron         | Mauritius | 12,44      | 12,53      | 12,30      | nicht im Finale der besten acht Springerinnen | nicht im Finale der besten acht Springerinnen | nicht im Finale der besten acht Springerinnen | 12,53     |
| 11    | Ajuda Oumde Ochan       | Äthiopien | 12,21      | 12,38      | 12,26      | nicht im Finale der besten acht Springerinnen | nicht im Finale der besten acht Springerinnen | nicht im Finale der besten acht Springerinnen | 12,38     |
| 12    | Amaru Otow Akway        | Äthiopien | 12,29      | x          | 12,18      | nicht im Finale der besten acht Springerinnen | nicht im Finale der besten acht Springerinnen | nicht im Finale der besten acht Springerinnen | 12,29     |
| 13    | Maryam Ellouke          | Marokko   | 11,56      | 12,12      | 11,66      | nicht im Finale der besten acht Springerinnen | nicht im Finale der besten acht Springerinnen | nicht im Finale der besten acht Springerinnen | 12,12     |
| 14    | Dorothy Kavhumbura      | Simbabwe  | 11,51      | 12,11      | 11,95      | nicht im Finale der besten acht Springerinnen | nicht im Finale der besten acht Springerinnen | nicht im Finale der besten acht Springerinnen | 12,11     |

Zeichenerklärung:
– = Versuch ausgelassen, x = Fehlversuch